# Stratovarius (음반)

Stratovarius는 핀란드 파워 메탈 밴드 스트라토바리우스의 셀프타이틀 앨범이다. 2004년 티모 톨키의 갑작스러운 밴드 해체 선언으로 잠시 활동이 중단되었다가 2005년 1월 밴드가 재결합한 후에 발매되었다. 앨범 발매 이후 최초로 미국, 캐나다 등지에서 시작하는 월드 투어를 진행했다. 의도한 것은 아니지만, 이 앨범은 오랫동안 밴드에 몸담았던 티모 톨키가 참여한 마지막 앨범이 되었다.
Stratovarius 앨범은 이전 작품들에 비해서 급격한 음악적 방향 전환이 두드러지게 나타난다. 'Elements' 연작 앨범의 심포닉 사운드는 완전히 사라졌으며, 티모 톨키의 전매특허인 네오 클래시컬 메탈 스타일의 솔로 플레이도 거의 사라졌다. 키보디스트 옌스 요한슨 또한 극히 제한된 역할만을 수행했으며, 요르그 미하일의 더블 베이스 드러밍도 거의 없어졌다. 티모 코티펠토 또한 트레이드마크인 고음역대의 발성을 피하고 이전과 다른 발성법을 사용했다.
톨키는 2007년 4월 한 인터뷰에서 그들의 스타일과 너무나도 다른 이 앨범을 좋아하지 않으며, 전체적으로 잘못된 앨범이라는 생각을 밝혔다.

## 수록곡
| #             | 제목                                           | 작사              | 작곡          | 재생 시간 |
| ------------- | ---------------------------------------------- | ----------------- | ------------- | --------- |
| 1.            | 〈"Maniac Dance"〉                             | 티모 톨키         | 톨키          | 4:33      |
| 2.            | 〈"Fight!!!"〉                                 | 톨키              | 톨키          | 4:03      |
| 3.            | 〈"Just Carry On"〉                            | 티모 코티펠토     | 톨키          | 5:28      |
| 4.            | 〈"Back to Madness"〉                          | 톨키              | 톨키          | 7:42      |
| 5.            | 〈"Gypsy in Me"〉                              | 코티펠토          | 톨키          | 4:28      |
| 6.            | 〈"Gotterdammerung (Zenith of Power)"〉        | 톨키              | 톨키          | 7:10      |
| 7.            | 〈"The Land of Ice and Snow"〉                 | 톨키              | 톨키          | 3:04      |
| 8.            | 〈"Leave the Tribe"〉                          | 톨키, 옌스 요한슨 | 톨키          | 5:39      |
| 9.            | 〈"United"〉                                   | 톨키              | 톨키          | 7:05      |
| 10.           | 〈"Break the Ice"〉 (일본반 보너스 비디오클립) | 투오모 라실라     | 톨키          | 4:26      |
| 총 재생 시간: | 총 재생 시간:                                  | 총 재생 시간:     | 총 재생 시간: | 49:20     |

## 구성원
- 티모 코티펠토 -보컬
- 티모 톨키 - 기타
- 야리 카이누라이넨 - 베이스
- 옌스 요한슨 - 키보드
- 요르그 미하일 - 드럼